# Елизавета Стюарт (дочь Карла I)
Елизаве́та Стю́арт (англ. Elizabeth Stuart; 28/29 декабря 1635, Сент-Джеймсский дворец — 8 сентября 1650, замок Карисбрук) — дочь англо-шотландского короля Карла I Стюарта и французской принцессы Генриетты Марии. С шестилетнего возраста была пленницей английского парламента во время гражданской войны.
Первые годы жизни принцесса провела в Ричмондском дворце и Хэмптон-корте. Елизавета была близка с сестрой Марией, которая в 1641 году вышла замуж и отбыла в Голландию. Именно к ней, будучи пленницей парламента, принцесса обращалась несколько раз с просьбой её отпустить. Находясь в плену у парламента, Елизавета и её младший брат Генри вели жизнь полную лишений, постоянно меняли резиденции в Лондоне и опекунов. В июле 1647 года Елизавете позволили увидеться с отцом, который был также пленником парламента и с которым принцесса не виделась много лет. В ноябре того же года отец Елизаветы бежал из-под ареста, а в апреле 1648 года, стараниями принцессы, страну покинул и её брат Джеймс, проживавший с сестрой с сентября 1645 года. Зимой 1648 года отец принцессы был осуждён и приговорён к смерти. Незадолго до его казни Елизавета навестила Карла I и простилась с ним, после чего с братом Генри была перевезена в Пенсхёрст-плейс на попечение графа и графини Лестер. Летом 1650 года, когда стало известно о высадке в Шотландии их брата Карла, Елизавету и Генри было решено переправить в замок Карисбрук на острове Уайт, где ранее был заточён их отец; вскоре после прибытия на остров Елизавета заболела и умерла.

## Биография

### Происхождение и ранние годы

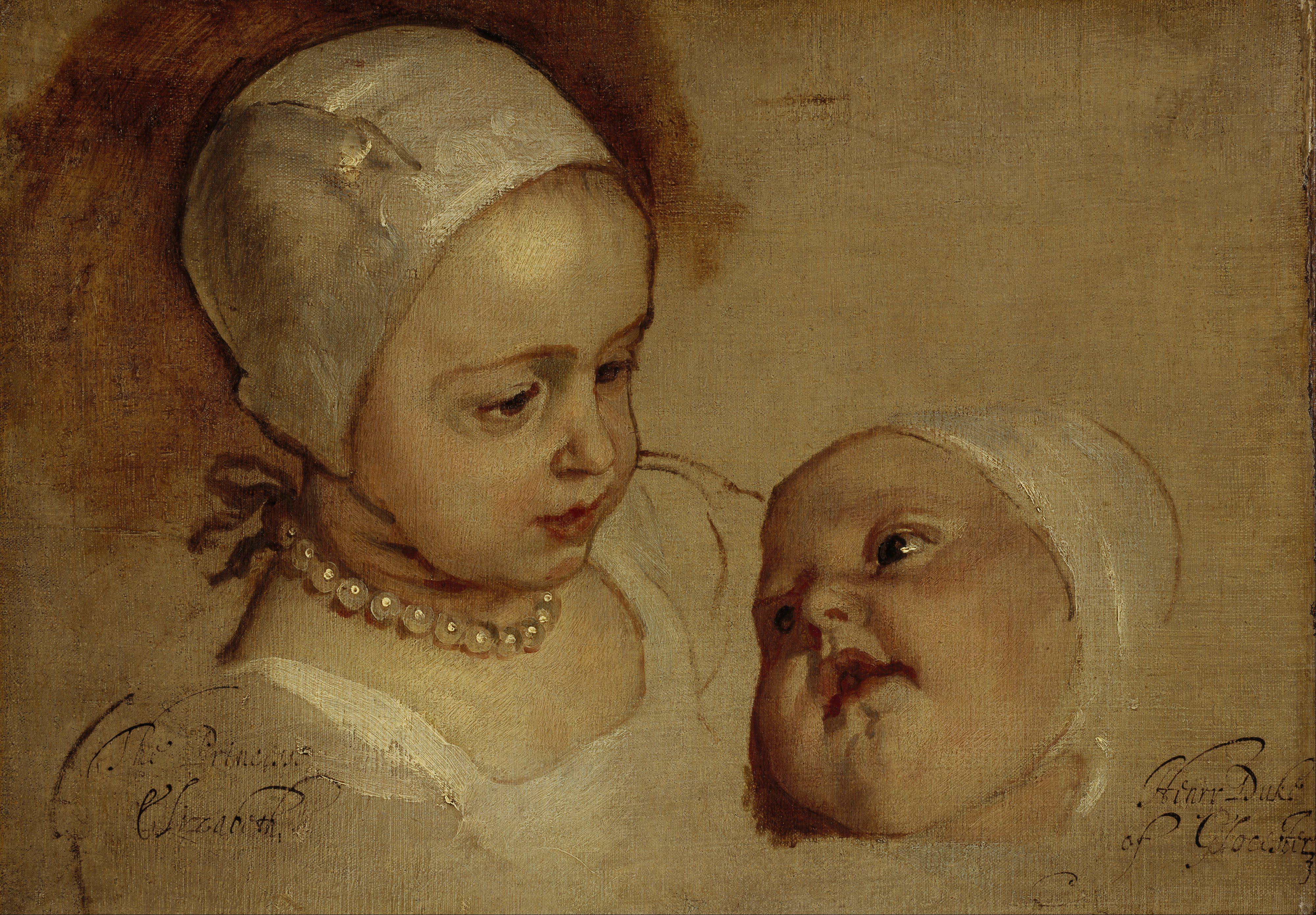
Елизавета с младшей сестрой Анной, умершей в возрасте около трёх лет.
Антонис Ван Дейк, 1637

Елизавета родилась в понедельник 28 декабря (по другой версии — 29 декабря) 1635 года в десять часов вечера в Сент-Джеймсском дворце и была пятым ребёнком и второй дочерью из девяти детей короля Англии и Шотландии Карла I и его жены французской принцессы Генриетты Марии. По отцу девочка была внучкой первого английского короля из династии Стюартов Якова I и принцессы из Ольденбургской династии Анны Датской; по матери — короля Франции и Наварры Генриха IV и его второй жены тосканской принцессы Марии Медичи. Маленькая принцесса была крещена 2 января 1636 года без пышной церемонии под руководством архиепископа Кентерберийского Уильяма Лода.
Первые годы своей жизни принцесса провела в Сент-Джеймсском дворце, а также в Ричмондском дворце и Хэмптон-корте. В детстве наиболее близка Елизавета была с сестрой Марией, которая была старше принцессы на четыре года и с которой имела общую гувернантку — графиню Роксбург. Девочки воспитывались в Ричмондском дворце, куда были перевезены вскоре после рождения Елизаветы из-за эпидемии чумы. Помимо гувернантки маленькой Елизавете был назначен личный штат прислуги, в который входили костюмерша, трое нянек, конюх и двое слуг; позднее к принцессе также были приставлены учителя письма, танцев, музыки и другие.
Когда Елизавете не было и двух лет, с подачи её бабки Марии Медичи рассматривалась возможность брака принцессы с принцем Оранским Вильгельмом II, который был старше на девять лет. В конечном итоге, в жёны принцу была выбрана старшая сестра Елизаветы — Мария. Помолвка состоялась весной 1642 года, после чего Мария с матерью, из-за ухудшения политической обстановки в стране, отбыла в Голландию. Расставание с любимой сестрой огорчило Елизавету; принцесса оказалась навсегда разлучена и с ней, и с матерью, с которой в последний раз встретила перед её отбытием в 1642 году в Хэмпон-корте. Сама Елизавета вскоре стала заложницей в руках английского парламента.

### Английская революция

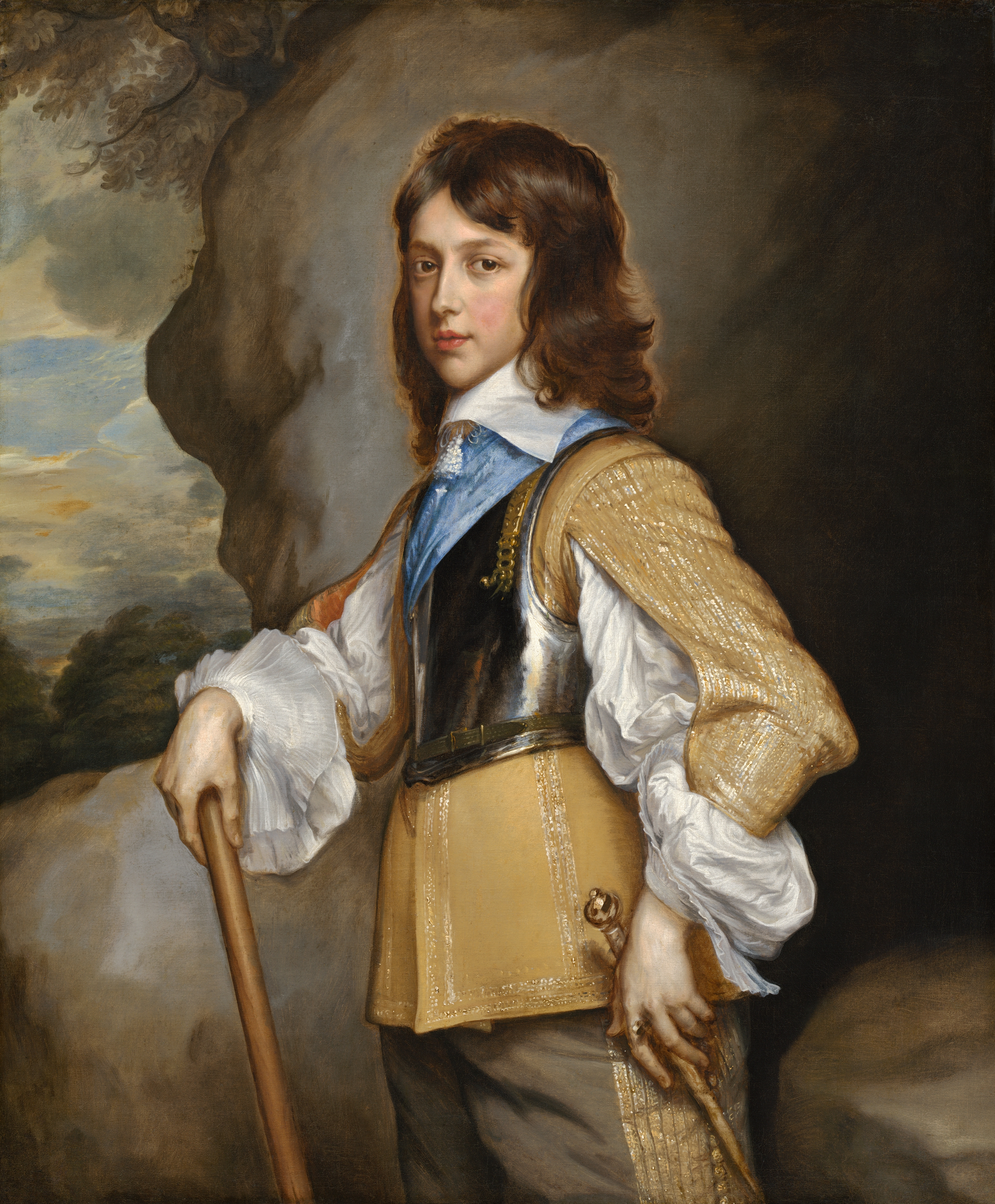
Генри Глостер — брат Елизаветы, с которым она была пленницей парламента

В октябре 1642 года чума добралась до предместий дворца, в котором Елизавета жила вместе с младшим братом Генри Глостером. Елизавета, с детства не отличавшаяся хорошим здоровьем, вновь заболела и была настолько слаба, что уехать за пределы столицы не смогла. По рекомендации гувернантки, с разрешения палаты лордов, дети были перевезены в Сент-Джеймсский дворец за неимением более подходящей резиденции. В это же время парламент рассматривал размер расходов на двор принцессы, и в процессе обсуждения было решено уволить без выплаты жалования почти всех слуг Елизаветы, которые по мнению парламента были папистами или им сочувствующими; Елизавета была очень огорчена и даже написала письмо в палату лордов, в котором напоминала, что парламент пообещал заботиться о ней, что невозможно без привычных ей слуг. Благодаря письму она добилась некоторого смягчения для своего двора, тем не менее детям был заменён капеллан и урезаны расходы на гардероб, ставший поистине пуританским.
В декабре 1642 и январе 1643 года Елизавету и Генри с разрешения парламента посетили два сквайра короля, чтобы убедиться, что дети здоровы и ни в чём не нуждаются. Позднее принцесса с братом была полностью лишена выплат на гардероб: это стало результатом противостояния короля и парламента; как писал представитель палаты общин: «…если король желает воевать с нами, они [дети] должны оплачивать одежду за свой счёт!» Это действие возмутило не только короля, но и гувернантку графиню Роксбург, которая написала письмо в парламент. После повторного обсуждения было решено вернуть выплаты, однако все расходы детей должны были оглашаться публично. Принцессе и принцу была выделена сумма в 800 фунтов в месяц на каждого, расходование которой контролировал офицер сэр Ральф Фримен. Также парламент провёл расследование деятельности клириков капеллы королевского дворца, чтобы убедиться, что дети воспитываются в «правильной» религии. 20 июля 1643 года вновь был пересмотрен штат прислуги королевских детей: графиня Роксбург была заменена на лояльную к правительству графиню Дорсет.
Летом 1643 года парламент принял решение перевести Елизавету и её брата в Оксфорд под охрану местного гарнизона, однако осенью во время игры Елизавета упала и сломала ногу; следующие несколько месяцев принцесса провела фактически взаперти. Хотя кости срастались хорошо и быстро, парламентом было принято решение повременить с переездом. К лету 1644 года принцесса полностью оправилась, однако вскоре заболела. В июле врачи рекомендовали Елизавете сменить климат, поэтому дети были перевезены в Челси, в резиденцию сэра Джона Денверса, который позднее станет одним из тех, кто подпишет смертный приговор отцу Елизаветы. Во время переезда детям Карла I было отказано в почётном эскорте, полагавшемся членам королевской семьи. К зиме дети снова были перевезены, но не в Сент-Джеймсский дворец, рядом с которым бушевала чума, а в Уайтхолл, казавшийся более надёжным.
Во время разлуки с родителями и друзьями Елизавета посвящала себя изучению языков и теологии. Преподавателем принцессы стала лингвист мисс Макин, свояченица математика и лингвиста Джона Пелла, которая заявляла, что способна преподавать по меньшей мере шесть языков. Елизавета с детства любила читать, и под руководством Макин ей ещё до достижения восьми лет удалось изучить французский, итальянский и греческий языки, а также латынь и иврит. Последние два языка принцесса изучала для лучшего понимания религии. Старания и знания Елизаветы признавались многими известными учёными и религиозными деятелями современности: так, Уильям Гринхилл посвятил ей «Изложение первых пяти глав Иезекииля», опубликованное в марте 1644 года. Ей же был посвящён «Справочник учёного» Александра Роули (1648) — словарь греческих слов и слов на иврите, используемых в Библии, с их объяснением на латинском и английском языках.

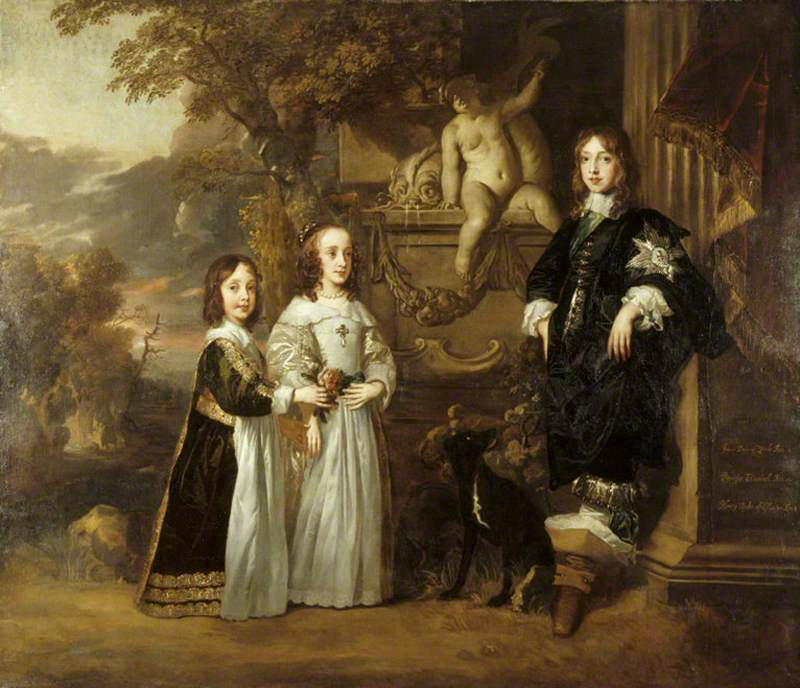
Младшие дети Карла I: Джеймс, герцог Йоркский, Елизавета и Генри, герцог Глостер.
Питер Лели, 1647

В начале 1645 года тяжело заболела и умерла гувернантка принцессы графиня Дорсет. Незадолго до её смерти Елизавета с братом была переведена на попечение графа и графини Нортумберленд, о чём было сообщено в газетах 13 марта 1645 года. Граф был близким другом короля и потому относился к его детям со всем почтением и заботой. Под опекой Нортумберлендов дети короля провели счастливое лето в одной из резиденций графа — вероятно, в Сайон-хаусе. Об этом Елизавета писала сестре Марии 11 сентября 1645 года. В день, которым датировано письмо к Марии, проходили слушания в парламенте по поводу вопросов содержания королевских детей; был оговорён состав прислуги, сумма, требуемая на содержание детей и их двора, а также место их постоянно жительства. Графу Нортумберленду было предложено выбрать одну из королевских резиденций, и он выбрал Сент-Джеймсский дворец, куда вскоре были перевезены Елизавета и Генри. Также графу удалось добиться уменьшения количества охраны детей для их комфорта.
В сентябре брат принцессы, юный герцог Йоркский, оказался в сложном положении: он пребывал в Оксфорде, куда подбиралась чума, накопил долгов и лишился всей провизии. Он написал отцу с просьбой разрешить ему присоединиться к сестре и брату в Лондоне. Ответа от отца принц не дождался, однако парламент одобрил переезд и с пышным эскортом доставил мальчика в Сент-Джеймс. Воссоединившись с братом, Елизавета выразила сожаление, что видела его в руках врагов своего отца, и неоднократно говорила ему, «что если бы она была мальчиком, то недолго бы оставалась пленницей». Герцог Йоркский оставался с братом и сестрой до апреля 1648 года.

### Арест и казнь отца
В марте 1647 года граф Нортумберленд перевёз детей короля в Хэмптон-корт, однако почти сразу они были отозваны обратно в Сент-Джеймс. В это же время шотландцы выдали Карла I английскому парламенту. По решению парламента короля должны были поместить под арест в Кавершеме, и перед отбытием Карл попросил о встрече с семьёй. После пятилетней разлуки с отцом Елизавете разрешили встретиться с ним в Мейденхеде, Беркшир, 10 июля 1647 года, и провести с ним два дня в Кавершеме. За её сдержанное отношение к противникам отца, она получила прозвище «Темперанс» — сдержанность. Летом 1647 года из-за новой эпидемии граф Нортумберленд был вынужден перевозить детей из одной резиденции в другую и, в конечном итоге, остановился в Сайон-хаусе. В августе арестованного короля вновь перевезли в Хэмптон-корт, откуда 23 числа ему разрешили отбыть в Сайон-хаус и увидеться там с детьми. 31 августа визит повторился, а 7 сентября уже Елизавета с братьями прибыли в Хэмптон-корт, чтобы увидеться с отцом. Елизавета считала эти дни лучшими из тех, что были у неё за всё время гражданской войны. В октябре парламент планировал переселить детей на зиму в Сент-Джеймсском дворце; узнав об этом, король попросил правительство разрешить Нортумберленду передавать письма между Карлом I и его детьми и позволить Елизавете и её братьям навещать отца время от времени. Просьба Карла была удовлетворена. Однако в ноябре 1647 года королю удалось сбежать.
Узнав о побеге отца, Елизавета стала пользоваться любой возможностью убедить брата, герцога Йоркского, бежать из страны; делалось это, вероятно, по указаниям, данным королём ранее и в переписке с Елизаветой. Благодаря изобретательности принцессы, Джеймсу удалось обмануть личную стражу и, переодевшись женщиной в покоях Елизаветы, бежать на континент 21 апреля 1648 года. Вероятно, планировалось, что вместе с герцогом Йоркским сбежит и младший брат, однако Елизавета побоялась отпустить Генри с братом из-за того, что он был слишком мал. После побега Джеймса, парламент провёл расследование и приказал Нортумберленду без промедления перевезти Елизавету и Генри в Сайон-хаус или Хэмптон-корт, и граф выбрал Сайон-хаус.
В августе 1648 года король Карл I был вновь захвачен в плен, однако в октябре он отправил из Ньюпорта дочери обнадёживающее письмо со своим доверенным слугой сэром Томасом Гербертом, с которым Елизавета провела долгую беседу об отце. Судьбоносные осень и зима 1648 года остались для Елизаветы и её брата Генри туманными: граф Нортумберленд увёз детей за город и не посвящал во все подробности процесса над королём, который самому графу был не по вкусу. Тем не менее Елизавета знала, что отец её находится под арестом в Сент-Джеймсском дворце и его скоро ждёт трибунал. 22 января 1649 года Елизавета, вероятно по воле отца, написала письмо в парламент, в котором просила позволить ей отбыть к сестре Марии в Голландию, однако на фоне суда над королём письмо осталось без внимания. 26 января король Карл I был приговорён к смерти. За день до вынесения приговора он обратился с просьбой увидеть детей; аналогичная просьба была передана правительству 27 января. 29 января, за день до казни, Карлу I позволили увидеться с Елизаветой и Генри.
Елизавета, узнавшая от Нортумберленда, какая судьба ждёт её отца, была вне себя от горя; состояние принцессы было таково, что по Лондону поползли слухи о её смерти. Однако узнав о том, что отцу позволят увидеться с ней, принцесса взяла себя в руки. Встретившись с отцом 29 января в Сент-Джеймсском дворце, она с ужасом увидела перемены, произошедшие с Карлом I за прошедшие 15 месяцев со дня их последней встречи: король поседел и был одет в наряд, который явно был ему не по размеру. Несмотря на намерение держать себя в руках, Елизавета разразилась слезами и долго не могла успокоиться, чтобы выслушать последние наставления отца, которые позднее она сама записала. Перед тем, как навсегда попрощаться с дочерью, Карл подарил ей ювелирные украшения, сохранённые его преданным слугой. Затем принцесса с братом была возвращена в Сайон-хаус.

### Пенсхёрст-плейс и Карисбрук

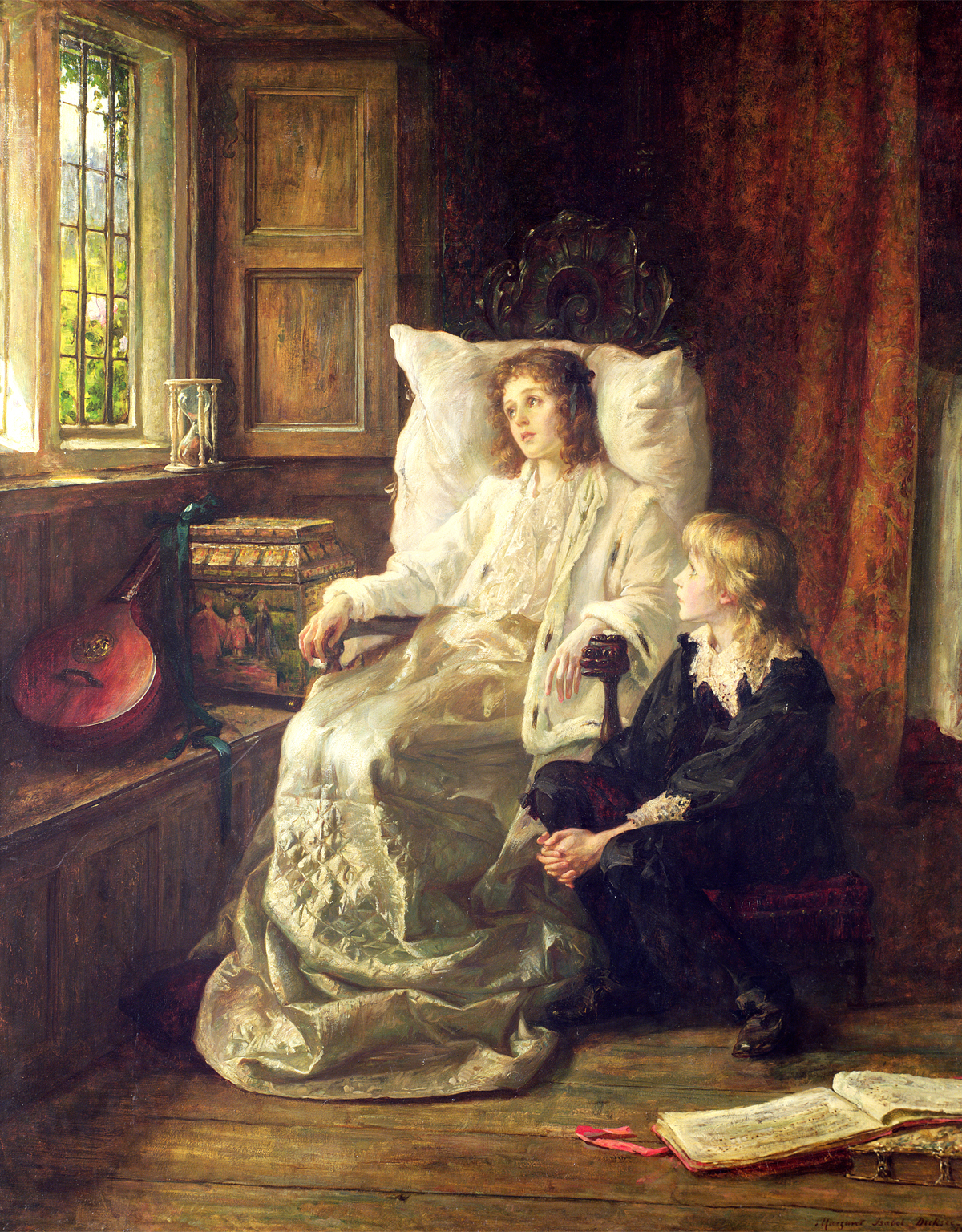
«Дети Карла I».
Маргарет Изабель Дикси, ок. 1895

Не сохранилось никаких записей о том, как провела принцесса роковые часы 30 января 1649 года. Известно, что несколько часов до казни Карла I, Елизавета провела в молитвах. Вечером, когда гонец из Лондона привёз вести о смерти короля, Елизавета слегла в постель с лихорадкой. Придворный врач Теодор де Майерн позднее писал, что принцесса так и не оправилась после смерти отца; он отмечал в марте 1649 года, что у Елизаветы появились опухоли на руках и ногах, пульс становился прерывистым без причины, а её желудок стал настолько чувствительным, что она могла принимать лишь малую долю лекарств, которые были ей необходимы. В апреле Майерн отметил, что несмотря на все старания, состояние его пациентки только ухудшается.
Чем сильнее болела принцесса, тем больше к ней и её брату привязывался их опекун Нортумберленд. Он стал одним пяти английских пэров, выступавших против казни короля. В результате этого, Елизавета с братом была переведена на попечение графа и графини Лестер в Пенсхёрст-плейс. Елизавета, не желавшая переезжать к новым, к тому же менее доброжелательным опекунам, вновь отправила в парламент просьбу отпустить её к Марии в Голландию, и снова безрезультатно. В Пенсхёрст принцесса с братом в сопровождении графини Лестер и десяти или одиннадцати слуг прибыла 14 июня 1649 года.
В Пенсхёрсте жизнь Елизаветы была не такой ужасающей, как она представляла: воспитанием королевских детей в основном занималась графиня Лестер, поскольку граф практически постоянно пребывал в Лондоне. Компаньонами Елизаветы и Генри стали многочисленные дети Лестеров; вместе с ними дети короля садились за стол без королевских почестей, но как члены семьи. Здесь детям короля вновь повезло с гувернанткой — леди Ловел, которая была одной из родственниц по женской линии семьи графа; для принцессы Ловел стала не только хорошим учителем, но и преданным и верным другом. Состояние здоровья Елизаветы так и не улучшилось, но и не ухудшалось, поэтому она была лишена помощи своего врача Майерна и его помощников.
Благодаря характеру и хрупкому здоровью принцессы, её судьба интересовала многих. Вскоре после отправки в дом Лестеров, поползли слухи, что принцессу и её брата могут отравить или отправить в больницу для умалишённых или в благотворительную школу под именами Бесси и Гарри Стюартов; также существовали опасения, что дети станут жертвами матримониальных планов своих опекунов. Однако вероятнее всего эти слухи распространялись по приказу их матери Генриетты Марии, находившейся в изгнании во Франции, и не имели никаких оснований.
Летом 1650 года, когда стало известно о высадке в Шотландии их брата Карла, Елизавету и Генри было решено переправить в замок Карисбрук на острове Уайт, где ранее был заточён их отец. Елизавета пребывала в ужасе от перспективы быть заточённой в бывшей тюрьме отца и ходатайствовала о том, чтобы её и брата оставили в Пенсхёрсте, под предлогом плохого здоровья принцессы, но успеха не добилась. Перед отбытием в Карисбрук количество слуг принцессы было сокращено до четырёх человек, она также стала именоваться леди Елизавета Стюарт, а её брат, лишённый герцогского титула — Гарри Стюарт и мистер Гарри.

### Болезнь и смерть
23 августа, меньше, чем через неделю после прибытия в Карисбрук, после игры на свежем воздухе у Елизаветы стали проявляться первые признаки лихорадки. 1 сентября она слегла в постель и больше не смогла подняться. Энтони Милдмей, возглавлявший охрану принцессы, послал за несколькими местными врачами, однако результатов не было. Тогда он обратился за помощью к Теодору де Майерну, который знал обо всех болезнях принцессы с детства. Сам Майерн, возраст которого перевалил за восьмой десяток, не смог приехать, но послал нескольких наиболее компетентных, на его взгляд, медиков, однако они прибыли слишком поздно.
Елизавета умерла 8 сентября 1650 года после трёх часов пополудни. Несмотря на то, что Елизавета никогда не отличалась хорошим здоровьем, смерть принцессы стала неожиданностью для всех, кто её знал. Неожиданностью случившееся стало и для парламента, который собирался одобрить отбытие Елизаветы в Голландию к её сестре Марии, согласно просьбе самой принцессы, отправленной в Лондон уже из Карисбрука. Свои скромные драгоценности принцесса завещала своим опекунам графу и графине Лестер. Во многих европейских государствах, в частности в Савойе и Франции, с правителями которых принцесса состояла в родстве, был объявлен траур.
24 сентября принцесса была похоронена в церкви Святого Томаса в Ньюпорте, в небольшом склепе под алтарём. Первоначально на могиле Елизаветы не было никакого надгробного камня, сообщавшего, что здесь лежит дочь короля, однако путешественникам начиная с 1680 года о месте захоронения «одной из сестёр короля Карла [II]» сообщали инициалы E. S., вырезанные на ближайшей стене. Белый мраморный памятник на могиле Елизаветы работы Карло Марочетти был установлен только два века спустя по приказу королевы Виктории. Горизонтальная эффигия изображает Елизавету с головой, покоящейся на раскрытой Библии; Библия раскрыта на словах из Евангелия от Матфея 11:28: «Придите ко Мне все труждающиеся и обремененные, и Я успокою вас». В нише, где установлено надгробие, изображена решётка, символизирующая пленение Елизаветы парламентом. В передней части ниши вверху имеется разломанная решётка, символизирующая освобождение из плена через смерть. Надпись на надгробии гласит: «Памяти принцессы Елизаветы, дочери короля Карла I, умершей в Карисбрукском замке 8 сентября 1650 года и похороненной под алтарём этой церкви; этот памятник воздвигнут в знак уважения к её добродетели и сочувствия к её невзгодам королевой Викторией, 1856».

## В культуре и искусстве
В возрасте пяти лет Елизавета позировала Роберту Вону для портрета в полный рост, который позднее был выгравирован Холларом в курьёзной и редкой книге «Настоящие эффигии королевского потомства». Принцесса изображена со светлыми волосами, уложенными в типичную стюартовскую причёску; облачена она в фамильярное платье, похожее на те, что носила её мать. Лицо и тело принцессы отображены с детскими округлостями. В одной руке девочка держит розу, позади неё на столе изображена белка.

## Комментарии
1. ↑  Елизавета была четвёртым пережившим младенчество ребёнком.
2. ↑  Одежду для приговорённого короля из его же гардероба доставляли слуги, однако Карл I сильно похудел, и платье пришлось не по размеру[31].
3. ↑  Парламентарии проголосовали по этому вопросу: 24 голоса — за, 29 — против[35].